# Хэцзэ
Хэцзэ́ (кит. упр. 菏泽, пиньинь Hézé) — городской округ в китайской провинции Шаньдун. Название городского округа является сокращением от «гора Хэшань (菏山) и водоём Лэйцзэ (雷泽)».

## История
В эпоху Чжоу здесь существовало царство Цао, впоследствии завоёванное царством Сун, которое в свою очередь было завоёвано царством Чу.
В конце существования империи Цинь Лю Бан провозгласил себя в Динтао императором империи Хань.
При империи Суй в этих местах была создана область Цаочжоу (曹州). При империи Мин в 1371 году она была понижена в статусе до уезда, но в 1445 году была создана вновь. При империи Цин в 1724 году область Цаочжоу была поднята в статусе до «непосредственно управляемой» (то есть подчинённой непосредственно властям провинции, без промежуточного звена в виде управы), а в 1735 году повышена в ранге до Цаочжоуской управы (曹州府), которой были подчинены 1 область и 10 уездов. После Синьхайской революции в Китае была проведена реформа структуры административного деления, в результате которой в 1913 году области и управы были упразднены.
После прихода к власти коммунистов в августе 1949 года была создана провинция Пинъюань, и эти земли вошли в её состав. В ноябре 1952 года провинция Пинъюань была расформирована, а входившие в её состав Специальный район Хэцзэ (菏泽专区) и Специальный район Хуси (湖西专区) были переданы в состав провинции Шаньдун; уезд Дунмин был передан в состав провинции Хэнань. В июле 1953 года Специальный район Хуси был расформирован, а входившие в его состав административные единицы были разделены между Специальным районом Хэцзэ и Специальным районом Цзинин (济宁专区). В ноябре 1958 года Специальный район Хэцзэ был присоединён к Специальному району Цзинин, но в июне 1959 года был восстановлен в прежнем составе. В 1963 году была изменена граница между провинциями Хэнань и Шаньдун, и уезд Дунмин вновь оказался в составе провинции Шаньдун, войдя в состав Специального района Хэцзэ. В марте 1967 года Специальный район Хэцзэ был переименован в Округ Хэцзэ (菏泽地区).
Постановлением Госсовета КНР от 23 июня 2000 года были расформированы Округ Хэцзэ и город Хэцзэ, а вместо них с 8 января 2001 года был образован Городской округ Хэцзэ; территория бывшего города Хэцзэ стала районом Мудань в его составе.
В 2016 году уезд Динтао был преобразован в район городского подчинения.

## Административно-территориальное деление
Городской округ Хэцзэ делится на 2 район, 7 уездов:
| Карта | #     | Статус    | Название | Иероглифы      | Пиньинь   | Население (2010 прим.) | Площадь (км²) |
| ----- | ----- | --------- | -------- | -------------- | --------- | ---------------------- | ------------- |
| 1     | Район | Мудань    | 牡丹区   | Mǔdān qū       | 1 530 000 | 1415                   |               |
| 2     | Уезд  | Цаосянь   | 曹县     | Cáo xiàn       | 1 590 000 | 1969                   |               |
| 3     | Уезд  | Шаньсянь  | 单县     | Shàn xiàn      | 1 220 000 | 1702                   |               |
| 4     | Уезд  | Чэнъу     | 成武县   | Chéngwǔ xiàn   | 690 000   | 949                    |               |
| 5     | Уезд  | Цзюйе     | 巨野县   | Jùyě xiàn      | 1 010 000 | 1303                   |               |
| 6     | Уезд  | Юньчэн    | 郓城县   | Yùnchéng xiàn  | 1 220 000 | 1643                   |               |
| 7     | Уезд  | Цзюаньчэн | 鄄城县   | Juànchéng xiàn | 860 000   | 1041                   |               |
| 8     | Район | Динтао    | 定陶区   | Dìngtáo qū     | 670 000   | 846                    |               |
| 9     | Уезд  | Дунмин    | 东明县   | Dōngmíng xiàn  | 760 000   | 1370                   |               |

## Транспорт
В декабре 2021 года введена в эксплуатацию высокоскоростная железнодорожная линия Хэцзэ — Цзинань (является частью ВСЖД Жичжао — Ланькао).

## Культура
Хэцзэ славится как «столица пионов» Китая, здесь регулярно проводится Фестиваль пионов.